# Tournoi de tennis de Sofia
Cet article concerne le tournoi de tennis. Pour le tournoi d'échecs, voir Tournoi d'échecs de Sofia.
Le tournoi de Sofia (Bulgarie) est un tournoi de tennis masculin du circuit professionnel ATP et féminin du circuit professionnel WTA.
Deux éditions féminines de cette épreuve ont été organisées en 1988 et 1989.
Deux éditions du circuit masculin ATP ont été jouées en 1980 et 1981 sur moquette en salle. Le tournoi reprend en 2016, cette fois-ci sur dur en intérieur.

## Palmarès messieurs

### Simple
| No                                         | Date       | Nom et lieu du tournoi         | Catégorie  | Dotation  | Surface         | Vainqueur             | Finaliste        | Score           |         |
| ------------------------------------------ | ---------- | ------------------------------ | ---------- | --------- | --------------- | --------------------- | ---------------- | --------------- | ------- |
| 1                                          | 15-12-1980 | Sofia Open, Sofia              | Grand Prix | 75 000 $  | Moquette (int.) | Per Hjertquist        | Vadim Borisov    | 6-3, 6-2, 7-5   |         |
| 2                                          | 14-12-1981 | Sofia Open, Sofia              | Grand Prix | 50 000 $  | Moquette (int.) | Rick Meyer            | Leo Palin        | 6-4, 7-6, 7-6   |         |
| Pas de tournoi masculin entre 1982 et 2015 |            |                                |            |           |                 |                       |                  |                 |         |
| 3                                          | 01-02-2016 | Garanti Koza Sofia Open, Sofia | ATP 250    | 463 520 € | Dur (int.)      | Roberto Bautista-Agut | Viktor Troicki   | 6-3, 6-4        | Tableau |
| 4                                          | 06-02-2017 | Garanti Koza Sofia Open, Sofia | ATP 250    | 482 060 € | Dur (int.)      | Grigor Dimitrov       | David Goffin     | 7-5, 6-4        | Tableau |
| 5                                          | 05-02-2018 | Diema Xtra Sofia Open, Sofia   | ATP 250    | 501 345 € | Dur (int.)      | Mirza Bašić           | Marius Copil     | 7-66, 64-7, 6-4 | Tableau |
| 6                                          | 04-02-2019 | Sofia Open, Sofia              | ATP 250    | 524 340 € | Dur (int.)      | Daniil Medvedev       | Márton Fucsovics | 6-4, 6-3        | Tableau |
| 7                                          | 08-11-2020 | Sofia Open, Sofia              | ATP 250    | 325 615 € | Dur (int.)      | Jannik Sinner         | Vasek Pospisil   | 6-4, 3-6, 7-63  | Tableau |
| 8                                          | 27-09-2021 | Sofia Open, Sofia              | ATP 250    | 419 470 € | Dur (int.)      | Jannik Sinner         | Gaël Monfils     | 6-3, 6-4        | Tableau |
| 9                                          | 26-09-2022 | Sofia Open, Sofia              | ATP 250    | 534 555 € | Dur (int.)      | Marc-Andrea Hüsler    | Holger Rune      | 6-4, 7-68       | Tableau |
| 10                                         | 06-11-2023 | Sofia Open, Sofia              | ATP 250    | 562 815 € | Dur (int.)      | Adrian Mannarino      | Jack Draper      | 7-66, 2-6, 6-3  | Tableau |

### Double
| No                                         | Date       | Nom et lieu du tournoi         | Catégorie  | Dotation  | Surface         | Vainqueurs                           | Finalistes                           | Score             |         |
| ------------------------------------------ | ---------- | ------------------------------ | ---------- | --------- | --------------- | ------------------------------------ | ------------------------------------ | ----------------- | ------- |
| 1                                          | 15-12-1980 | Sofia Open, Sofia              | Grand Prix | 75 000 $  | Moquette (int.) | Hartmut Kirchhubel Robert Reininger  | Vadim Borisov Thomas Emmrich         | 4-6, 6-3, 6-4     |         |
| 2                                          | 14-12-1981 | Sofia Open, Sofia              | Grand Prix | 50 000 $  | Moquette (int.) | Thomas Emmrich Jiří Granát           | Ismail El Shafei Rick Meyer          | 7-6, 2-6, 6-4     |         |
| Pas de tournoi masculin entre 1981 et 2016 |            |                                |            |           |                 |                                      |                                      |                   |         |
| 3                                          | 01-02-2016 | Garanti Koza Sofia Open, Sofia | ATP 250    | 463 520 € | Dur (int.)      | Wesley Koolhof Matwé Middelkoop      | Philipp Oswald Adil Shamasdin        | 5-7, 7-69, [10-6] | Tableau |
| 4                                          | 06-02-2017 | Garanti Koza Sofia Open, Sofia | ATP 250    | 482 060 € | Dur (int.)      | Viktor Troicki Nenad Zimonjić        | Mikhail Elgin Andrey Kuznetsov       | 6-4, 6-4          | Tableau |
| 5                                          | 05-02-2018 | Diema Xtra Sofia Open, Sofia   | ATP 250    | 501 345 € | Dur (int.)      | Robin Haase Matwé Middelkoop         | Nikola Mektić Alexander Peya         | 5-7, 6-4, [10-4]  | Tableau |
| 6                                          | 04-02-2019 | Sofia Open, Sofia              | ATP 250    | 524 340 € | Dur (int.)      | Nikola Mektić Jürgen Melzer          | Hsieh Cheng-peng Christopher Rungkat | 6-2, 4-6, [10-2]  | Tableau |
| 7                                          | 08-11-2020 | Sofia Open, Sofia              | ATP 250    | 325 615 € | Dur (int.)      | Jamie Murray Neal Skupski            | Jürgen Melzer Édouard Roger-Vasselin | Forfait           | Tableau |
| 8                                          | 27-09-2021 | Sofia Open, Sofia              | ATP 250    | 419 470 € | Dur (int.)      | Jonny O'Mara Ken Skupski             | Oliver Marach Philipp Oswald         | 6-3, 6-4          | Tableau |
| 9                                          | 26-09-2022 | Sofia Open, Sofia              | ATP 250    | 534 555 € | Dur (int.)      | Rafael Matos David Vega Hernández    | Fabian Fallert Oscar Otte            | 3-6, 7-5, [10-8]  | Tableau |
| 10                                         | 06-11-2023 | Sofia Open, Sofia              | ATP 250    | 562 815 € | Dur (int.)      | Gonzalo Escobar Aleksandr Nedovyesov | Julian Cash Nikola Mektić            | 6-3, 3-6, [13-11] | Tableau |

## Palmarès dames

### Simple
| No | Date       | Nom et lieu du tournoi       | Catégorie | Dotation  | Surface      | Vainqueure        | Finaliste        | Score    |         |
| -- | ---------- | ---------------------------- | --------- | --------- | ------------ | ----------------- | ---------------- | -------- | ------- |
| 1  | 08-08-1988 | Vitosha The New Otani, Sofia | Tier V    | 100 000 $ | Terre (ext.) | Conchita Martínez | Barbara Paulus   | 6-1, 6-2 | Tableau |
| 2  | 31-07-1989 | Vitosha New Otani, Sofia     | Tier V    | 50 000 $  | Terre (ext.) | Isabel Cueto      | Katerina Maleeva | 6-2, 7-6 | Tableau |

### Double
| No | Date       | Nom et lieu du tournoi      | Catégorie | Dotation  | Surface      | Vainqueures                      | Finalistes                     | Score         |         |
| -- | ---------- | --------------------------- | --------- | --------- | ------------ | -------------------------------- | ------------------------------ | ------------- | ------- |
| 1  | 08-08-1988 | Vitosha The New Otani Sofia | Tier V    | 100 000 $ | Terre (ext.) | Conchita Martínez Barbara Paulus | Sabrina Goleš Katerina Maleeva | 1-6, 6-1, 6-4 | Tableau |
| 2  | 31-07-1989 | Vitosha New Otani Sofia     | Tier V    | 50 000 $  | Terre (ext.) | Laura Garrone Laura Golarsa      | Silke Meier Elena Pampoulova   | 6-4, 7-5      | Tableau |